# Daniel Rowden
Daniel Rowden (* 9. September 1997 in Buckhurst Hill, Essex) ist ein britischer Leichtathlet, der sich auf den 800-Meter-Lauf spezialisiert hat.

## Sportliche Laufbahn
Daniel Rowden tritt seit 2013 in Wettkämpfen im 800-Meter-Lauf an. 2014 wurde er Britischer U17-Meister über diese Distanz. 2015 verbesserte er sich auf eine Zeit von 1:49,32 min und ging im Juli bei den U20-Europameisterschaften in Eskilstuna an den Start. Dabei gelang ihm der Einzug in das Halbfinale, in dem er als Dritter seines Laufs den Einzug in das Finale knapp verpasste. Insgesamt belegte er den 14. Platz. 2016 steigerte er sich auf 1:48,13 min und siegte kurz darauf bei den Britischen U20-Meisterschaften. Im Juli trat er zudem bei den U20-Weltmeisterschaften im polnischen Bydgoszcz an. Wie bei den Europameisterschaften ein Jahr zuvor, schied er auch bei diesem Wettkampf im Halbfinale aus. Insgesamt belegte er den 20. Platz. 2017 wurde Rowden Britischer U23-Meister und trat im Juli in dieser Altersklasse auch bei den U23-Europameisterschaften an, die ebenfalls in Bydgoszcz ausgetragen wurden. Diesmal gelang ihm der Einzug in das Finale und er konnte mit einer Zeit von 1:48,16 min die Silbermedaille gewinnen. Kurz drauf verbesserte er seine Bestzeit auf 1:46,64 min. 2018 wurde Rowden Britischer Vizemeister und blieb im Juli als jüngster Brite seit Ikem Billy unter der Marke von 1:45,00 min. Anschließend nahm er im August an den Europameisterschaften in Berlin teil. Er zog in das Halbfinale ein, in dem er als insgesamt Zwölfter den Einzug in das Finale verpasste. Nachdem er die Saison 2019 komplett verpasst hatte, kehrte er 2020 stark verbessert auf die Laufbahn zurück. Im September wurde er erstmals Britischer Meister und steigerte nur wenige Wochen später in Zagreb seine Bestzeit auf 1:44,09 min, wobei er den Meetingrekord nur knapp verpasste und auf den neunten Platz der Britischen Allzeit-Bestliste im 800-Meter-Lauf vorrückte.
Rowden gewann 2021 die Bronzemedaille bei den Britischen Meisterschaften. Zum ersten Mal gelang ihm die Qualifikation für die Olympischen Sommerspiele. In Tokio zog er in das Halbfinale ein. Dort erwischte er einen schnellen Lauf und verpasste mit Saisonbestleistung von 1:44,35 min als Zehnter nur äußerst knapp den Einzug in das Finale. 2022 nahm er in den USA an seinen ersten Weltmeisterschaften teil. Er erreichte das Halbfinale. Darin schied er anschließend trotz Platz 3 in seinem Lauf, aufgrund der langsameren Endzeit, als 14. aus. Einen Monat später trat er bei den Europameisterschaften in München an. Dort verpasste er als Fünftplatzierter in seinem Halbfinallauf den Einzug in das Finale. 2023 lief Rowden im Juli beim Diamond-League-Meeting in 1:43,95 min eine neue Bestzeit. Im August trat er in Budapest wieder bei den Weltmeisterschaften an. Dort zog er in das Halbfinale ein, in dem er als Siebter seines Laufes ausschied.
Daniel Rowden wurde 2020 und 2023 britischer Meister im 800-Meter-Lauf.

## Wichtige Wettbewerbe
| Jahr                               | Veranstaltung                      | Ort                                | Platz                              | Disziplin                          | Zeit                               |
| Startet für Vereinigtes Königreich | Startet für Vereinigtes Königreich | Startet für Vereinigtes Königreich | Startet für Vereinigtes Königreich | Startet für Vereinigtes Königreich | Startet für Vereinigtes Königreich |
| ---------------------------------- | ---------------------------------- | ---------------------------------- | ---------------------------------- | ---------------------------------- | ---------------------------------- |
| 2015                               | U20-Europameisterschaften          | Eskilstuna                         | 14.                                | 800 m                              | 1:52,31 min                        |
| 2016                               | U20-Weltmeisterschaften            | Bydgoszcz                          | 20.                                | 800 m                              | 1:49,58 min                        |
| 2017                               | U23-Europameisterschaften          | Bydgoszcz                          | 2.                                 | 800 m                              | 1:48,16 min                        |
| 2018                               | Europameisterschaften              | Berlin                             | 12.                                | 800 m                              | 1:46,98 min                        |
| 2021                               | Olympische Sommerspiele            | Tokio                              | 10.                                | 800 m                              | 1:44,35 min                        |
| 2022                               | Weltmeisterschaften                | Eugene                             | 14.                                | 800 m                              | 1:46,27 min                        |
| 2022                               | Europameisterschaften              | München                            | 13.                                | 800 m                              | 1:48,80 min                        |
| 2023                               | Weltmeisterschaften                | Budapest                           | 21.                                | 800 m                              | 1:45,38 min                        |

## Persönliche Bestleistungen
Freiluft
- 800 m: 1:43,95 min, 21. Juli 2023, Monaco

Halle
- 800 m: 1:46,75 min, 4. Februar 2023, Boston

## Sonstiges
Der praktizierende Christ Rowden litt jahrelang am seltenen Truncus-coeliacus-Kompressionssyndrom, der Grund, weshalb er das komplette Jahr 2019 pausieren musste. Inzwischen lebt und trainiert der vollkommen schmerzfrei. In Vorbereitung auf die Olympischen Sommerspiele in Tokio unterbrach er sein Maschinenbaustudium am Londoner Imperial College.